# Jaimes McKee
Jaimes Anthony McKee (Birmingham, 14 aprile 1987) è un ex calciatore inglese naturalizzato hongkonghese, di ruolo attaccante.